# Бактеріофаги

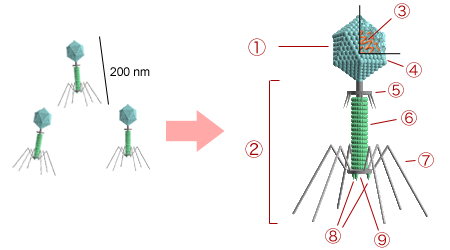
Структура фага Т2. 1-головка, 2-відросток, 3-нуклеїнова кислота, 4-капсид, 5-«комірець», 6-чохол, 7-хвостові нитки, 8-шипи, 9-базальна пластинка

Бактеріофа́г або фаг — віруси, які вибірково інфікують бактеріальні клітини та клітини архей. Слово утворене від лат. bacteria та грец. φαγεῖν, досл. «їсти», «пожирати», «поглинати», досл. — «поїдач бактерій».
Бактеріофаги є класичним об'єктом досліджень молекулярної біології.

## Історія
На кінець XIX століття мікробіологія була досить розвиненою наукою, в якій жваво працювало значне число дослідників, а також практичних фахівців-бактеріологів, зайнятих в клініці та на деяких виробництвах. Ба більше, до початку XX століття віруси (за тодішньою термінологією збудники, що проходять через порцеляновий фільтр) вже були відомі: в 1892 році Дмитром Івановським був відкритий вірус тютюнової мозаїки, а в 1898 році Фрідріхом Леффлером і Паулем Фрошем був описаний вірус ящуру. З високою часткою ймовірності багато дослідників зустрічалися з явищем бактеріофагії. Відомо кілька десятків статей, що вийшли до 1915 року, які повідомляють про ефекти, схожих з бактеріофагією, серед яких можна згадати роботу Миколи Федоровича Гамалії, який спостерігав в 1897 році явище лізису бактерій (а саме палички сибірки) під впливом перещеплюваного збудника. У 1915 році англійський мікробіолог Фредерік Туорт описав так зване склоподібне переродження колоній стафілококів, збудник якого проходив через порцелянові бактеріальні фільтри, і його можна було переносити від однієї колонії до іншої. Туорт схарактеризував цей збудник як вірус, що заражає бактерії та навіть висунув припущення про можливе еволюційне походження вірусів від доклітинних форм життя.

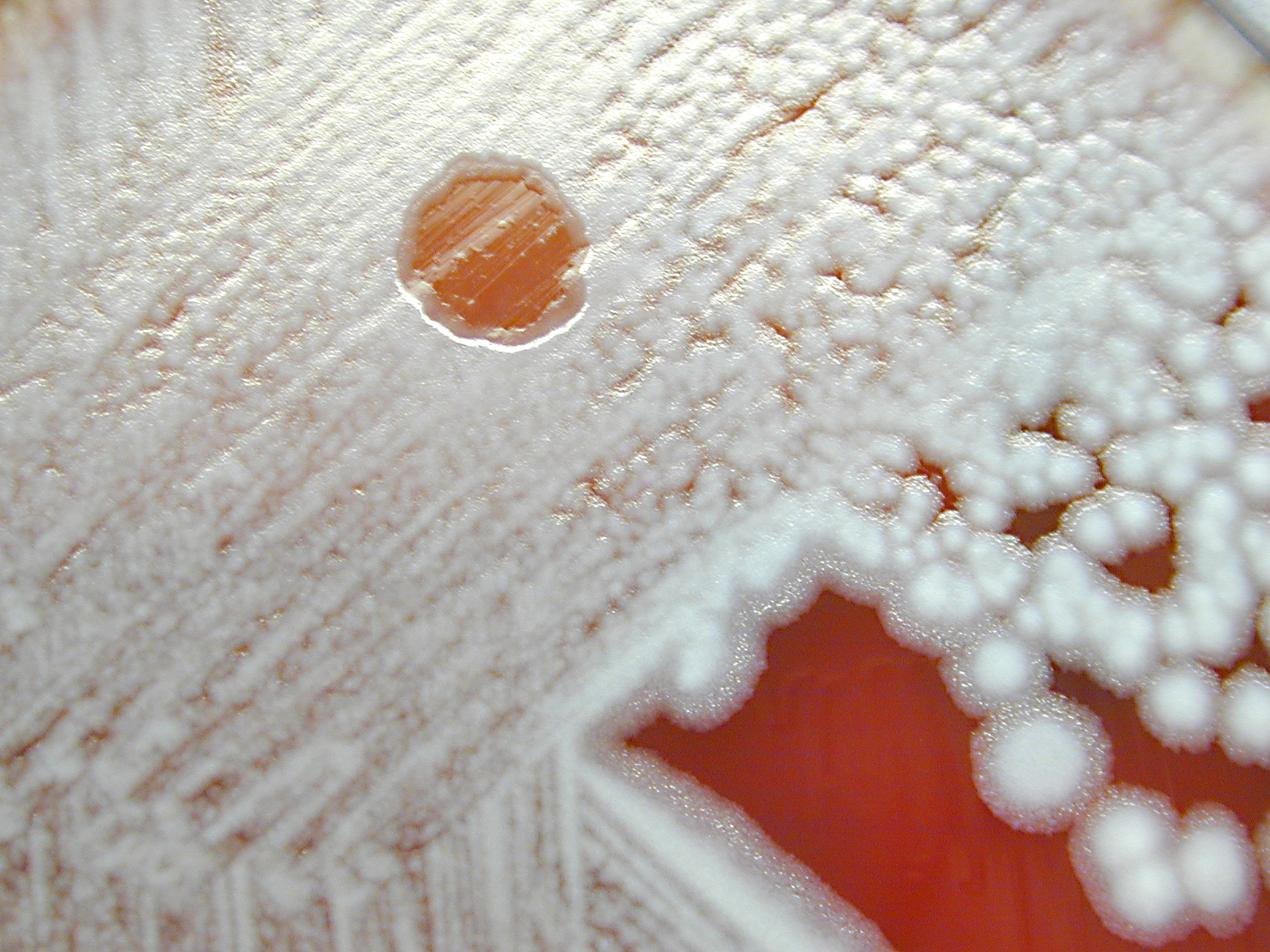
Бактеріофаг діє на культуру Bacillus anthracis, утворюючи незайману бактеріями округлу прогалину на агарі.

Незалежно від Фредеріка Туорта франко-канадський мікробіолог Фелікс д'Ерель повідомив у 1917 році про відкриття вірусу бактерій дизентерії, який він назвав «бактеріофагом» — тобто «поїдачем бактерій». Найважливішим досягненням д'Ереля було вірне тлумачення прогалин, що утворюються в суцільному шарі бактеріального зростання на щільному середовищі під дією розбавленої суспензії фага, як індивідуальних негативних колоній бактеріофага. Д'Ерель зробив правильний висновок, що в більшості випадків прогалина формується з окремої фагової частки, що призводило, по-перше, до висновку про корпускулярну природу фага (на противагу гіпотезі про розчинний токсин, що має мінімальну дієву концентрацію), а по-друге, дало можливість практичного вимірювання концентрації активних фагових частинок (або, точніше, прогалиноутворювальних одиниць) у суспензіях. Можливість простої візуалізації фагів та визначення їх концентрації методом посіву відіграла ключову роль у подальших дослідженнях природи бактеріофагів.
Після відкриття явищ бактеріофагії д'Ерель розвинув вчення про те, що бактеріофаги, які мешкають у кишці людини та тварин, здатні пристосовуватися до розмноження на патогенних бактеріях, і відіграють ключову роль у природному імунітеті, забезпечуючи одужання хворого організму навіть більшою мірою, ніж відомі в той час клітинні та гуморальні фактори імунітету. Це твердження призвело до напруженого наукового протистояння д'Ереля та його прихильників із Жулем Борде та його школою, які намагалися довести, що бактеріофагія не є результатом дії специфічного паразита, але виникає внаслідок внутрішнього «фізіологічного дисбалансу» бактерій. Це протистояння хоч і привернуло до проблеми бактеріофагії увагу низки вчених, але дещо затримало широке визнання поглядів д'Ереля на бактеріофаг як ультрамікроскопічний організм. Остаточно ці суперечки були вирішені лише завдяки застосуванню електронного мікроскопа, яке на початку 1940-х дозволило безпосередньо спостерігати віріони бактеріофагів.
Однак вже в 1922 році німецький генетик Герман Мюллер, спираючись на результати д'Ереля і співробітника Жуля Борде Андре Граціа припустив, що «тільця д'Ереля» (бактеріофаги) є генами, здатними до передачі (висловлюючись сучасною мовою, припустив, що бактеріофаги є трансмісивною генетичною програмою), що, на думку Мюллера, дозволяло «атакувати проблему гена під абсолютно новим кутом» і давало надію, що генетики скоро зможуть «розтирати гени у ступці або запікати їх в печі».
У 1940-х — на початку 1950-х років в результаті робіт так званої фагової групи, неформальним лідером який був Макс Дельбрюк, а також групи Джошуа Ледерберга та ряду інших дослідницьких колективів, ця гіпотеза була повністю підтверджена. У 1930-1950-ті роки багато дослідників працювали також над розкриттям механізмів лізогенії, яка була вперше описана д'Ерелем і Борде, які, однак, не змогли чітко витлумачити свої спостереження. Остаточно проблему було вирішено внаслідок робіт груп Андре Львова у Франції та Джошуа Ледерберга. Ними було показано, що профаг — генетичний матеріал помірного бактеріофага — міститься в кожній лізогенній клітині, але проявляється лише в деяких у процесі так званої індукції. Щобільше, вдалося показати, що профаги не просто присутні в клітині, але інтегруються в її власний генетичний апарат — хромосому. Ці роботи (у поєднанні з дослідженнями з генетики бактерій, що розвивалися в той самий час, заклали основи молекулярної генетики та молекулярної біології й привели до створення сучасної концепції вірусу як трансмісивної генетичної програми, а також концепції провірусу — тимчасово «сплячої» форми деяких вірусів, інтегрованої в клітинний геном.
Крім своїх піонерських досліджень, що стосуються природи бактеріофага, Фелікс д'Ерель також запропонував вводити отриманий in vitro бактеріофаг як засіб лікування бактеріальних інфекцій. Цей підхід відомий як фаготерапія. За повідомленнями самого д'Ереля, в його руках метод фагової терапії характеризувався дивовижною дієвістю, і в 1920-1930-ті роки ця технологія була дуже популярна на Заході, а також у СРСР. Однак нестабільні результати лікування бактеріофагами, а також поява сульфаніламідних препаратів та антибіотиків призвели практично до зникнення інтересу до фагової терапії у західній медицині. У країнах Варшавського блоку цей метод продовжував застосовуватися. У 2010-2020-х роках фаготерапія знову розглядається як перспективний метод боротьби з бактеріальними інфекціями, потенційно здатний полегшити наслідки глобальної кризи, викликаної поширенням стійкості до антибіотиків.

## Будова
Будову бактеріофагів вивчали здебільшого на прикладі фагів серії Т кишкової палички. Такий вірус складається з розширеної головки, що містить ДНК, оболонки з порожнім стрижнем всередині, який нагадує розтягнуту пружину, та хвостових ниток. Рекордсменом серед фагів за довжиною хвоста є Бактеріофаг Рапунцель. Крім того, фаги можуть мати простішу будову — ниткоподібні, а також у вигляді кристалів ікосаедричної та октаедричної форми.

## Життєвий цикл

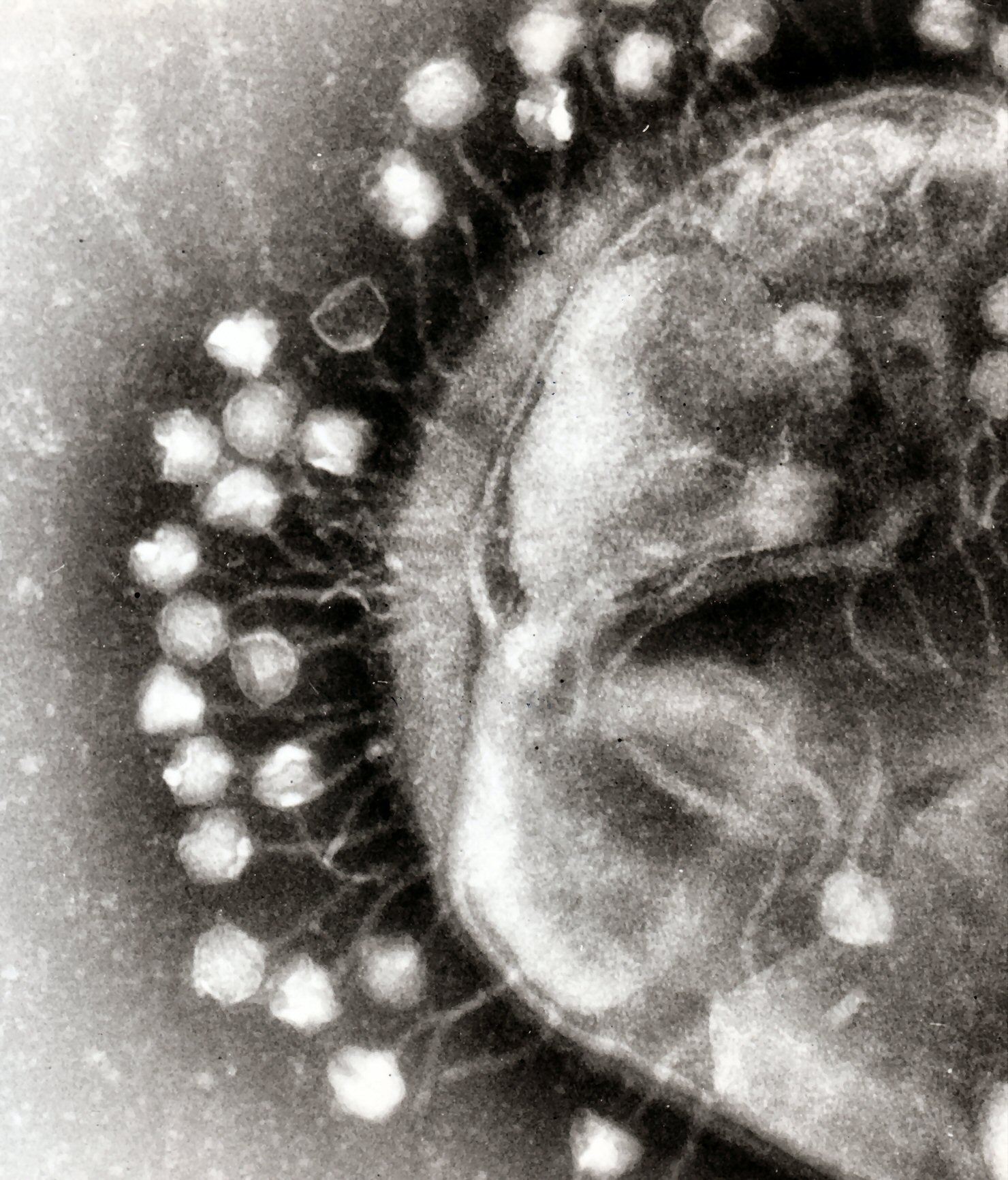
Фаги, адсорбовані на бактерії під електронним мікроскопом

Бактеріофаги, як й інші віруси, нерухомі. Взаємодія вірусу з клітиною хазяїна починається після випадкового зіткнення у середовищі. Життєвий цикл бактеріофагів, які потрапили до клітини, може проходити двома шляхами, які суттєво відрізняються. Відповідно виділяють вірулентних та лізогенних фагів.

### Вірулентні фаги
Розвиток вірулентних фагів проходить у кілька етапів.
- Адсорбція. Фаги можуть розвиватись не на будь-якій бактерії, а тільки на видоспецифічній. Специфічність хазяїна та фага обумовлюється специфічністю адсорбції, яка своєю чергою залежить від рецепторів, які присутні у клітинній стінці хазяїна. За ступенем специфічності виділяють поліфагів — здатні уражати кілька видів бактерій одного роду, монофагів — уражають бактерій одного виду, типові фаги — уражають тільки певний штам (тип) бактерій одного виду. Рецептори можуть знаходитись у ліпопротеїновому або у ліпополісахаридному шарі.
- Ін'єкція (введення нуклеїнової кислоти фага у клітину). При цьому у фага Т2 базальна пластинка прикріплюється до клітини, чохол відростка скорочується, а порожній стрижень проколює клітинну стінку, через нього геном вірусу потрапляє до клітини. Порожня білкова оболонка залишається назовні.
- Латентний період. Під час нього зупиняється синтез ДНК, РНК та білків клітини-хазяїна.
- Синтез молекул фага. Починається синтез фагової ДНК зі зруйнованої ДНК хазяїна, а також синтез білків вірусу.
- Дозрівання Т-фагів — складний багатоступеневий процес, при якому спочатку утворюються капсиди, порожнина яких заповнена білками. Після розчинення цих білків порожнина заповнюється ДНК до певної щільності, капсиди закорковуються. Потім добудовуються компоненти відростка.
- Вихід фагів. Під впливом ферменту лізоциму, синтезованому під контролем ДНК фагів, клітинна стінка бактерії руйнується (відбувається бактеріоліз), фаги виходять назовні та інфікують інші клітини-хазяїна.

### Лізогенні фаги
Деякі фаги уражають клітину-хазяїна, але не розмножуються у них автономно та не спричиняють лізису (руйнування) клітин до певного моменту. Такі бактеріофаги називають помірними або лізогенними, їх життєвий цикл був вивчений на прикладі фагу λ (лямбда) кишкової палички. При цьому нуклеїнова кислота фага, потрапивши до клітини, інтегрується у бактеріальну хромосому за допомогою специфічних ферментів. Після цього протягом кількох поколінь геном фага реплікується разом з геномом бактерії. Інформація, яка міститься у ДНК фага ніяким чином не проявляється. Такий стан може продовжуватись невизначено тривалий час. Але під впливом деяких факторів зовнішнього середовища ДНК вірусу вивільняється з геному бактерії та починається стадія вірулентного фага з побудовою вірусних часток та лізисом клітини-хазяїна.

## Значення

### Застосування у медицині
Властивість бактеріофагів руйнувати бактерії використовували для попередження і лікування бактеріальних захворювань. Через 10-15 хвилин після введення бактеріофагів в організм збудників чуми, черевного тифу, шигельозу, сальмонельозу тощо вони знешкоджуються. Але в цього методу є серйозна вада: імунна система людини сприймає фаги як чужорідний фактор та знешкоджує їх раніше, ніж вони уразять патогенні бактерії. Крім того, бактерії більш мінливі (у плані захисту від фагів) ніж бактеріофаги, тому бактеріальні клітини швидко стають нечутливими до фагів.

### Застосування у молекулярній біології
У молекулярній біології бактеріофаги є дуже зручним об'єктом для вивчення механізмів функціонування білків та нуклеїнових кислот у клітині. Макс Дельбрюк і його «група дослідження фагів» використовували бактеріофаги, щоб зробити відкриття, які привели до зародження молекулярної біології. Велика частина початкової роботи з вивчення природи генетичної експресії та її регуляції була виконана за допомогою бактеріофагів Франсуа Жакобом, Андре Львовим і Жаком Моно. Навіть безпосередньо перед дослідженнями структури ДНК Джеймс Вотсон здобув ступінь доктора філософії, працюючи над проєктом, пов'язаним із бактеріофагами, у лабораторії Сальвадора Лурії.